# 北周象戲
北周象戲，是中國南北朝時的兩人博戲，常被依棋名錯認為象棋類遊戲與寶應象棋的前身，楊慎、徐应秋、方以智、楊蔭深、崔樂泉等學者依規則否定是象棋類遊戲，與中國象棋迥不相侔，是擲賽遊戲。

## 歷史
象戲之稱，始見於南北朝末期之北周。北周天和四年（569年），北周武帝所創，詳細規則、棋具皆不詳，並與大臣共同編寫《象经》，並由王褒作《象戲經序》、庾信作《進象經賦表》、《象戲賦》，献给周武帝。
《北史·朗茂傳》：“周武帝為《象經》，隋文從容謂茂曰：『人主之所為也，感天地，動鬼神，而《象經》多亂法，何以致人？』”隋文帝對朗茂表達厭惡北周象戲，認為多亂法。
北周象戲到初唐已無人能解並失傳。唐太宗嘗覽《三局象經》，不能看懂，有人說蔡允恭能懂，蔡則向唐太宗表示“少通其略，老乃忘”，後問呂才才知。

## 評論
- 明朝楊慎《丹鉛雜錄》：“意者從兵機、孤虛、沖破寓于其間，絕非今之象戰車馬之類也。”

- 明朝徐应秋《玉芝堂谈芸》：“庾信有《象戲賦》、又有《進象經表》，詳其文義，與今象戲迥然不侔。”

- 明朝方以智《通雅》： “象棋始於唐，周武之《象經》，非今之象戲也。”

- 清朝倪璠總解曰：“象戲之制，其法不傳，以賦按之，蓋彈棋格五六博之遺意也。”

## 大致規則
- 棋盤與樗蒲類似，有代表金、木、水、火、土顏色分五區。“取四方之正色。”
- 棋子與樗蒲、雙陸、打馬一樣稱為馬。“馬麗千金之馬。”
- 擲具為六根一面削平的劈木，有六十四種彩決定棋子步數。“符明六四之符。”、“阴翻则顾兔先出，阳变则灵乌独明。”
- 繞棋盤而行。“迴地理於方珪，轉天文於圓璧。”、“从月建而左转，起黄钟而顺行。”
- 同許多擲賽遊戲，棋子可以打掉孤子，讓孤子回到原點。“或升進以報德，義以遷善；或黜退以貶過，事在懲惡。”